# Szénaszokol
Szénaszokol (románul: Fânațele Socolului) falu Romániában, Maros megyében.

## Története
Kozmatelke község része. A trianoni békeszerződésig Kolozs vármegye Tekei járásához tartozott.

## Népessége
2002-ben 24 lakosa volt, ebből 24 román nemzetiségű.

## Vallások
A falu lakói közül 11-en ortodox, 13-an görögkatolikus hitűek.